# شبه نظامیان شبک
شبه نظامیان شبک (قوات سهل نینوا) یک گروه مسلح است که در سال ۲۰۱۴ با حدود ۱۵۰۰ شبه‌نظامی برای بازپس‌گیری منطقهٔ نینوا از دولت اسلامی (داعش) تشکیل شد. بر اساس عکس‌های این گروه، قوات سهل نینوا با کمک سازمان بدر تشکیل شد. اهداف بعد از بازپس‌گیری کنترل منطقه، محافظت در برابر داعش و مقابله با آن بود. سلیم جمعه، نماینده پارلمان عراق از جامعه شبک، موافقت شفاهی را برای تشکیل این شبه نظامی برای اهداف اعلام شده دریافت کرد. «جمعه» در سپتامبر ۲۰۱۴ به منابع خبری از تشکیل این جنبش اطلاع داد و این گروه در ۲۳ نوامبر ۲۰۱۴ رسماً با نام قوات سهل نینوا (QSN) تشکیل شد. ویدئوهایی که بعداً توسط این گروه منتشر شد، به نظر می‌رسد که حداکثر ۵۰۰ جنگجو را نشان می‌دهد، هرچند نمی‌توان تخمین‌های دقیقی از ویدئوهای گفته شده بدست آورد.

## تحریم‌ها
در ژوئیه ۲۰۱۹، ایالات متحده تحریم‌هایی را علیه وعد قدو، رهبر این گروه اعمال کرد.